# Modibo
Modibo ist ein westafrikanischer männlicher Vorname und Familienname. Das weibliche Pendant zu Modibo ist Oumou.

## Bekannte Namensträger

### Vorname
- Modibo Adama (≈1786–1847), Emir von Adamaua (1810–47)
- Modibo Diakité (oder Mobido Diakité; * 1987), französischer Fußballspieler
- Modibo Keïta (1915–1977), malischer Politiker; Staatspräsident (1960–68)
- Modibo Keïta (1942–2021), malischer Politiker; Premierminister (2002; 2015–17)
- Modibo Maïga (* 1987), malischer Fußballspieler
- Modibo Sidibé (* 1952), malischer Politiker

### Familienname
- Timothée Modibo-Nzockena (1950–2016), kongolesischer Geistlicher, Bischof von Franceville